# ブロモピルビン酸
ブロモピルビン酸（ブロモピルビンさん）あるいは3-ブロモピルビン酸は、ピルビン酸の合成臭素化誘導体である。本化合物は、ある種のがんに対する治療薬候補として研究されている。動物を用いた初期の研究では、ブロモピルビン酸は進行性肝がんに対して有効であることが示された。
ワールブルク仮説によれば、ミトコンドリアにおけるエネルギー産生でグルコースあるいは脂肪酸の代謝によってアデノシン三リン酸 (ATP) の形でエネルギーのほとんどを得る正常組織とは異なり、進行性がんはグルコースを直接乳酸に代謝することでATPの大半を得る。ブロモピルビン酸の作用機序には、ヘキソキナーゼII酵素の阻害によるこの後者の過程の妨害が関与している。これは、ブロモピルビン酸が乳酸の化学構造に類似しているためである。
ブロモピルビン酸が腫瘍部位へ直接、動脈内輸送されることは、副作用を最小化した状態で肝がんの成長を止める新たな戦略を提示している。